# Maciej Rataj
Maciej Rataj (ur. 19 lutego 1884 w Chłopach, zm. 21 czerwca 1940 w Palmirach) – polski polityk, marszałek Sejmu i zastępujący Prezydenta RP, działacz ludowy i publicysta, zastępca komisarza cywilnego przy Dowództwie Głównym Służby Zwycięstwu Polski, członek Głównej Rady Politycznej.

## Wykształcenie
Urodził się w biednej rodzinie rolniczej w podlwowskiej wsi Chłopy jako syn Wojciecha i Józefy primo voto Nowickiej. Jego ojciec był człowiekiem doceniającym konieczność wyedukowania syna. W Chłopach Maciej Rataj ukończył jednoklasową szkołę ludową, a następnie czteroklasową w Komarnie. Przez pewien okres przebywał w Uściu Solnym. Później przeniósł się do Lwowa, gdzie uczył się w C. K. IV Gimnazjum i tam w czerwcu 1904 zdał egzamin dojrzałości z odznaczeniem. Już wtedy współpracował z pismem „Przyjaciel Ludu”. Wówczas podjął decyzję o studiowaniu filologii klasycznej na Uniwersytecie Lwowskim. W trakcie studiów prowadził działalność oświatową, kształceniową i polityczną w środowiskach chłopskich. Działał w Kole Towarzystwa Szkoły Ludowej im. Tadeusza Kościuszki i w Bratniej Pomocy. Pod koniec edukacji na Uniwersytecie Lwowskim wszedł w skład Komisji Reprezentacyjnej Związku Młodzieży Postępowej (działali w niej już wówczas m.in. Stanisław Kot i Kazimierz Świtalski). Studia ukończył w 1908, po czym został nauczycielem gimnazjalnym. Od 1908 do 1918 uczył języka łacińskiego w C. K. VI Gimnazjum we Lwowie. W 1918 został nauczycielem w gimnazjum w Zamościu.

## Ruch ludowy
W tym czasie trafił w środowisko związane z „Kurierem Lwowskim”. Poznał wówczas i współpracował z działaczami Polskiego Stronnictwa Ludowego, m.in.: Bolesława Wysłoucha, Wincentego Witosa i Jana Stapińskiego (od okresu studiów był członkiem PSL). W 1909 wziął ślub z Bolesławą Wiczyńską. Trudna sytuacja materialna zmusiła go wkrótce potem do przyjęcia oferty pracy jako prywatny nauczyciel. W 1913 doszło do rozłamu w ruchu ludowym, a Maciej Rataj w 1914 przystąpił do PSL „Piast”. Cztery lata później przyjechał do Zamościa, gdzie został nauczycielem filologii klasycznej w lokalnej szkole. Z jego inicjatywy została tam założona „Gazeta Zamojska”. W okolicach Zamościa nie były wówczas wykształcone struktury PSL „Piast”. Silne było natomiast PSL „Wyzwolenie” i Polska Organizacja Wojskowa. Rataj wstąpił więc w 1918 do tego pierwszego stronnictwa. W tym czasie był jednym z najbardziej aktywnych działaczy niepodległościowych w tym regionie. W 1918 zorganizował m.in. wielką demonstrację patriotyczną. Zwróciło to uwagę Stanisława Thugutta, Ministra Spraw Wewnętrznych w Tymczasowym Rządzie Ludowym Republiki Polskiej, który przysłał mu nominację na komisarza rządowego na powiat biłgorajski. Rataj nie przyjął tej propozycji, tłumacząc się nieprzygotowaniem do tak odpowiedzialnej funkcji.

## Poseł na Sejm
W 1919 w Zamościu odbył się zjazd delegatów okręgu zamojskiego, który miał wyłonić kandydatów PSL „Wyzwolenie” na posłów do Sejmu Ustawodawczego. Podczas tego wydarzenia udało mu się otrzymać nominację. Wkrótce potem został posłem. Po ukonstytuowaniu się izby, został wiceprezesem Komisji Konstytucyjnej. Jej przewodniczącym był Władysław Seyda, który często był nieobecny na posiedzeniach. Z tego powodu to Rataj faktycznie kierował pracami Komisji, mając swój wkład w uchwalenie konstytucji marcowej. W trakcie kadencji powrócił do PSL „Piast”, nie przystąpiwszy do nowo powstałego klubu poselskiego PSL „Wyzwolenie” (wcześniej istniał wspólny klub poselski „Piasta” i „Wyzwolenia” – Związek Sejmowych Klubów Stronnictw Ludowych – którego był wiceprzewodniczącym). W Sejmie zasiadał także w komisjach: oświatowej, spraw zagranicznych i wojskowych.
28 czerwca 1919 niektóre państwa europejskie, m.in. Polska, Rumunia, Grecja, Czechosłowacja, Jugosławia podpisały tzw. mały traktat wersalski. Gwarantował poszanowanie i obronę praw mniejszości narodowych zamieszkujących wymienione kraje. W krajach będących sygnatariuszami tego traktatu, mniejszości narodowe czujące się dyskryminowane mogły odwoływać się bezpośrednio do Ligi Narodów z pominięciem drogi sądowej, krajowej. Była to pewna forma ingerencji w suwerenność nowo powstałych państw (państwa istniejące przed wojną nie musiały w ogóle podpisywać małego traktatu). Maciej Rataj wystąpił z wnioskiem o odmówienie lub odroczenie ratyfikacji tego dokumentu przez Sejm. Został on jednak odrzucony przez większość izby. W rządzie Wincentego Witosa, zaprzysiężonym 24 lipca 1920, został ministrem wyznań religijnych i oświecenia publicznego. Gabinet podał się do dymisji 13 września 1921. W okresie od 11 sierpnia 1921 do 13 września 1921 był również p.o. ministra kultury i sztuki.
1 czerwca 1921 minister wyznań II RP Maciej Rataj podpisał reskrypt o „przywróceniu” 19 tymczasowych parafii prawosławnych, który de facto zmniejszył liczbę parafii z 69 istniejących przed wojną na obszarze tzw. trzech powiatów przyłączonych (bielskiego, białostockiego i sokólskiego). Majątki zamykanych parafii przejmował Skarb Państwa, który mógł je następnie przekazać Kościołowi katolickiemu. Państwo polskie chciało w ten sposób wykorzystać fakt exodusu większości prawosławnych mieszkańców Podlasia w głąb Rosji w 1915 do celów polonizacyjnych. Powrót znacznej liczby z nich w 1922 zadecydował, iż ostatecznie dokument nie wszedł w życie.
Reskrypt był jednym z pierwszych dokumentów dotyczącym relacji państwa polskiego i społeczności prawosławnej jako próba uregulowania ich statusu w nowym państwie, którego wschodnia granica przecinała struktury Rosyjskiego Kościoła Prawosławnego. Dokument obejmować miał wiernych podlegających jurysdykcji biskupa grodzieńskiego Włodzimierza.

## Marszałek Sejmu
Po wyborach w 1922 Rataj ponownie wszedł do Sejmu (I kadencji). Na drugim posiedzeniu, 1 grudnia, został wybrany na marszałka Sejmu. Głosowały na niego ugrupowania centrowe i prawicowe. Funkcja ta, z powodu dużego rozbicia partyjnego w izbie, była w tym czasie niezwykle trudna i odpowiedzialna. W stosunkowo krótkim czasie Maciej Rataj okazał się sprawnym organizatorem prac Sejmu, zaskarbiając sobie powszechny szacunek większości składu izby. Gdy pod koniec 1923 ustępował drugi rząd Witosa, marszałek izby również postanowił podać się do dymisji. Nie została ona jednak przyjęta przez większość sejmową.

Od czasu przewrotu majowego, jego ocena osoby marszałka stopniowo się pogarszała. Wkrótce stał się jednym z głównych krytyków rządów sanacyjnych. W 1929 na zjeździe PSL „Piast” mówił: 
W Polsce od trzech i pół lat żyjemy bez prawa, połamano konstytucję, połamano ustawy. To nie dyktatura. Mamy dyktaturę we Włoszech, mamy w Hiszpanii, ale mamy i prawo. W Polsce od trzech lat nie wie się, co będzie za 24 godziny... W Polsce nie wie się, co będzie jutro, to wszystko zależy od samowładztwa...
 Nawoływał do walki z sanacją, ale za pomocą metod demokracji parlamentarnej. Liczył na możliwość porozumienia z Marianem Zyndramem-Kościałkowskim i Edwardem Śmigłym-Rydzem. Nie zgadzał się z nim Wincenty Witos przebywający na emigracji w Czechosłowacji. 26 marca 1928 zakończył swą działalność jako marszałek Sejmu. Jego następcą został Ignacy Daszyński.

### Zastępujący Prezydenta RP
W trakcie tej kadencji Sejmu, po zamordowaniu 16 grudnia 1922 pierwszego prezydenta RP, Gabriela Narutowicza, Maciej Rataj był osobą zastępującą prezydenta. W tym czasie przyjął dymisję gabinetu Juliana Nowaka i desygnował na stanowisko premiera Władysława Sikorskiego. Zadecydował również o tym, że posiedzenie Zgromadzenia Narodowego, które wybierało prezydenta, odbyło się w Warszawie (obawiano się o bezpieczeństwo posłów i senatorów z powodu niepokojów społecznych, jakie miały miejsce po śmierci prezydenta).
Drugi przypadek zastępowania przez niego głowy państwa miał miejsce podczas przewrotu majowego. Maciej Rataj był umiarkowanym zwolennikiem Józefa Piłsudskiego, jednocześnie był szanowany przez ugrupowania nie popierające zamachowców. Z tego powodu był mediatorem pomiędzy siłami rządowymi a wojskami spiskowców. Na jego ręce prezydent Stanisław Wojciechowski złożył dymisję i uprawnienia głowy państwa. Do swojej rezygnacji dołączył prośbę o dymisję rządu Witosa. 15 maja 1926 Maciej Rataj powierzył misję tworzenia rządu osobie wskazanej przez Piłsudskiego, Kazimierzowi Bartlowi.

## Działalność w strukturach partii ludowych
W 1928 uzyskał mandat posła na Sejm II kadencji. Został upoważniony przez PSL „Piast” do rozpoczęcia rozmów z PSL „Wyzwolenie” i Stronnictwem Chłopskim w sprawie zjednoczenia tych ugrupowań. W grudniu 1928 utworzono Parlamentarny Klub Posłów i Senatorów Chłopskich, a w 1931 powstało Stronnictwo Ludowe (Maciej Rataj nie pełnił wówczas mandatu posła). Maciej Rataj wszedł w skład Naczelnego Komitetu Wykonawczego nowego ugrupowania, został także redaktorem naczelnym organu prasowego partii – „Zielonego Sztandaru”. W 1934 został posłem na Sejm III kadencji, zajmując miejsce Wincentego Witosa, który został skazany na karę więzienia w procesie przywódców Centrolewu. Po raz ostatni pełnił wówczas mandat poselski. W kwietniu 1936 powołano go na stanowisko prezesa Naczelnego Komitetu Wykonawczego Stronnictwa, wobec nieobecności Wincentego Witosa w kraju. Rok później zrezygnował czasowo z funkcji, gdy nie poparł decyzji o antysanacyjnym strajku. Ponownie prezesem SL był od marca 1938 do maja 1939.

## Okres II wojny światowej

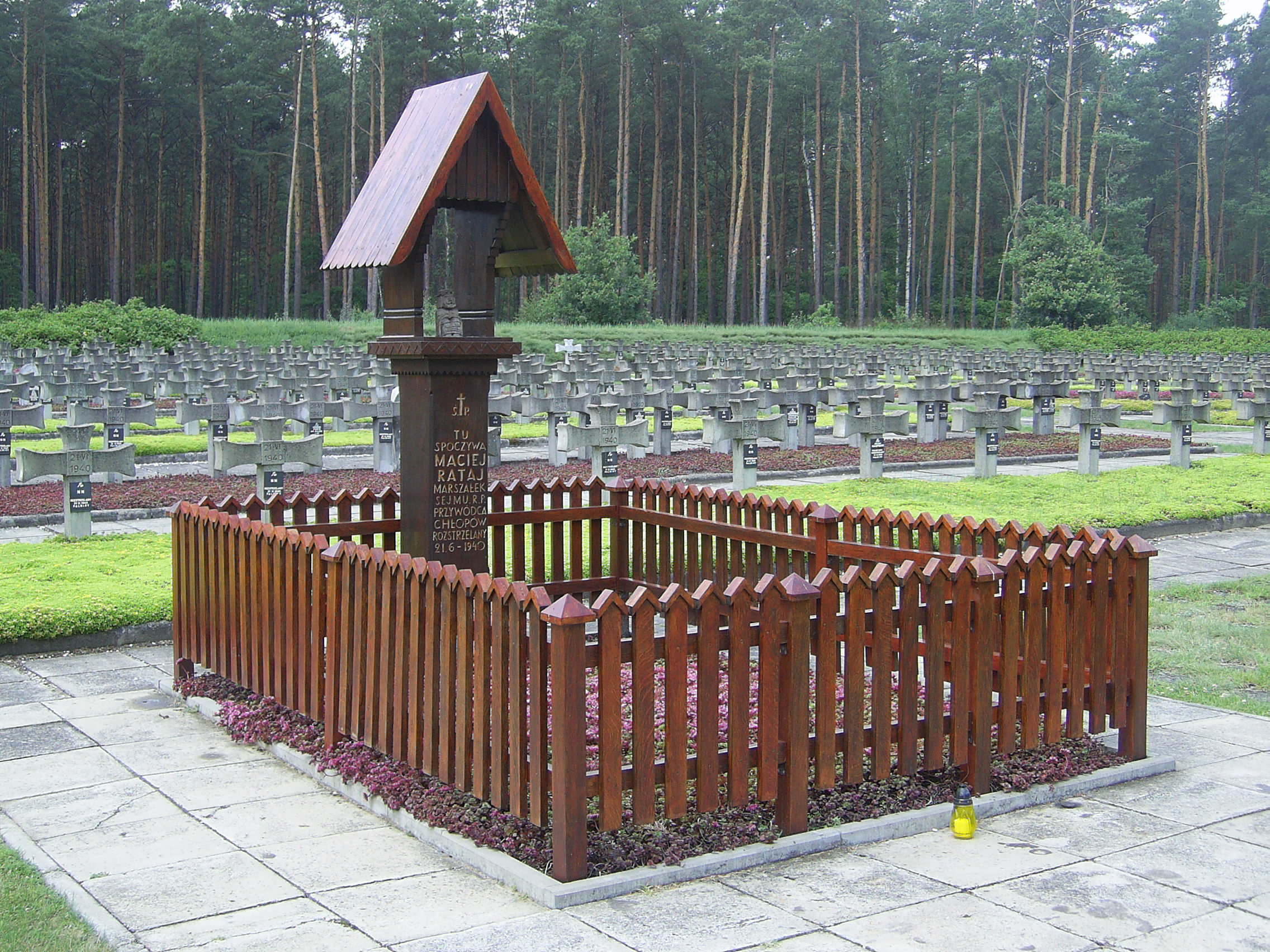
Grób Macieja Rataja w Palmirach

Po wybuchu II wojny światowej nie opuścił Warszawy. Był jednym z inicjatorów powołania Robotniczej Brygady Obrony Warszawy (od 6 września 1939), współdziałając m.in. z Mieczysławem Niedziałkowskim. Działał w Służbie Zwycięstwu Polsce, był też członkiem Politycznego Komitetu Porozumiewawczego. Zaczął też tworzyć konspiracyjne SL „Roch”. Pod koniec września 1939 współtworzył Główną Radę Polityczną (wszedł w jej skład wraz z Niedziałkowskim i Leonem Nowodworskim).
W listopadzie 1939 został aresztowany przez gestapo. Po trzech miesiącach został zwolniony z powodu braku dowodów na prowadzenie przez niego antyniemieckiej działalności. Ponownie podjął działalność konspiracyjną, odrzucając propozycje wyjazdu z kraju. Został ponownie aresztowany w 1940. Zamordowany przez Niemców w ramach akcji AB, mającej na celu eksterminację polskiej inteligencji. Zginął 21 czerwca 1940, rozstrzelany w masowej egzekucji w Palmirach.

## Życie prywatne
Maciej Rataj był żonaty z Bolesławą z Wiczyńskich, z którą miał córkę Annę, zamężną za Tadeuszem Stankiewiczem (oboje wraz z synkiem Maciejem zginęli w czasie powstania warszawskiego). Był ojcem chrzestnym Andrzeja Wiczyńskiego.
Latem 1923, przebywając na wakacjach na Helu, uratował tonącego w morzu 10-letniego chłopca.

## Ordery i odznaczenia
- Order Orła Białego – pośmiertnie (2018) – jako wyraz najwyższego szacunku wobec znamienitych zasług poniesionych dla chwały, dobra i pożytku Rzeczypospolitej Polskiej, z okazji Narodowych Obchodów Setnej Rocznicy Odzyskania Niepodległości Rzeczypospolitej Polskiej[12][13]
- Order Krzyża Grunwaldu I klasy – pośmiertnie (1946)[14]
- Medal Zwycięstwa i Wolności 1945
- Order Piusa IX (Stolica Apostolska, 1925)[15]
- Krzyż Wolności I klasy (Estonia)
- Krzyż Niepodległości Polski Podziemnej z Mieczami (1954)[16]

## Upamiętnienie
Poczta Polska wyemitowała 26 lipca 1985 znaczek pocztowy z podobizną Macieja Rataja o nominale 20 złotych, w serii Przywódcy ruchu ludowego. Autorem projektu znaczka był Jacek Konarzewski, ryt wykonał Jan Maciej Kopecki. Na lewo od portretu Macieja Rataja na znaczku widniał gmach Sejmu Polskiego. Znaczek pozostawał w obiegu do 31 grudnia 1994. Po raz kolejny Poczta Polska upamiętniła Macieja Rataja wydanym w 2020 r. w nakładzie 120 tys. sztuk należącym do serii „Marszałkowie Sejmu II RP” znaczkiem pocztowym o nominale 3,30 zł.
W 2012 Polskie Stronnictwo Ludowe powołało Instytut Polityczny im. Macieja Rataja, będący think-tankiem tej partii.
Maciej Rataj jest patronem m.in. Zespołu Szkół Agrobiznesu w Klementowicach, Szkoły Podstawowej nr 6 w Ostrowie Wielkopolskim, Szkoły Podstawowej nr 104 w Warszawie, Szkoły Podstawowej nr 18 w Lublinie, Szkoły Podstawowej nr 6 w Opaczy oraz szkół podstawowych w Lichwinie, Lisowie, Opaciu, Małocicach, Karwinie, Karczmiskach i Wyszatycach. Patronuje także Zespołowi Szkół w Gościnie, ZS w Reszlu, ZS Techniczno-Zawodowych w Tomaszowie Lubelskim oraz Liceum Ogólnokształcącemu w Zespole Szkół w Strzelcach Krajeńskich.
W 1965 Ludowa Spółdzielnia Wydawnicza wydała Pamiętniki 1918–1927 Macieja Rataja ze wstępem jego przyjaciela Jana Dębskiego, które stanowią kluczowe źródło do dziejów parlamentaryzmów II RP. W 2020 nakładem Muzeum Historii Polski ukazało się nowe poprawione i uzupełnione wydanie Pamiętników Macieja Rataja ze wstępem i opracowaniem dr. Mateusza Ratyńskiego.

## Maciej Rataj w filmie
Postać marszałka Macieja Rataja przedstawiono w filmach Śmierć prezydenta (1977, reż. Jerzy Kawalerowicz) i Polonia Restituta (1980, reż. Bohdan Poręba). W rolę marszałka wcielił się Tomasz Zaliwski.